# Arremesso de anão
Arremesso de anão é uma atração de bar na qual anões vestindo trajes protetores são arremessados em colchões (ou outras superfícies que lhe amparem a queda) por pessoas de estatura normal, que competem entre si para ver quem joga mais longe o portador de nanismo. A atividade é relacionada ao boliche de anão, no qual o indivíduo de baixa estatura é colocado em um skate e usado como bola de boliche.
O esporte em sua forma moderna teria surgido na Austrália em meados da década de 1980, popularizando-se nos Estados Unidos em 1985 e a partir daí espalhando-se para o resto do mundo.

## Riscos Médicos
Pessoas com displasia esquelética, como nanismo, frequentemente apresentam condições médicas específicas e vulnerabilidades que aumentam o risco de complicações. Lançar ou arremessar pessoas de baixa estatura pode ter consequências graves, especialmente nos casos de cifose e escoliose.
A cifose é uma condição caracterizada por uma curvatura para frente da coluna vertebral, podendo resultar em curvatura das costas. A escoliose é uma curvatura lateral da coluna vertebral. Ambas as condições podem causar dor, mobilidade reduzida e problemas respiratórios. O ato de lançar pessoas com distúrbios de crescimento pode aumentar o risco de lesões e agravar essas condições, pois exerce forças sobre a coluna vertebral e outras partes vulneráveis do corpo.
Diversas fontes médicas e organizações alertaram sobre os perigos do arremesso de anões para pessoas com distúrbios de crescimento. Existem casos conhecidos em que pessoas com distúrbios de crescimento sofreram lesões graves e até morreram como resultado do arremesso de anões.
Na 69ª cerimônia do Golden Globe Awards em 2012, quando Peter Dinklage ganhou o prêmio de Melhor Ator Coadjuvante em Séries, Minisséries ou Telefilme, ele contou à audiência que havia pensado em "um senhor chamado Martin Henderson" e sugeriu que procurassem o nome dele no Google. Henderson era um homem com nanismo de Somerset, na Inglaterra, gravemente ferido após ser arremessado por um apoiador de rugby em um bar. O discurso de Dinklage chamou a atenção da mídia e do público para o fenômeno do arremesso de anões, tornando Henderson um tópico mundial nas redes sociais. Henderson faleceu eventualmente devido aos seus ferimentos em 2016, cinco anos após o incidente.

## Legalidade da prática

### Estados Unidos
Em 1985, mesmo ano em que o arremesso de anões se popularizou nos Estados Unidos , o prefeito de Chicago Harold Washington proibiu a prática por considerá-la "degradante e malévola". Por um tempo o arremesso era praticado em bares por todo o país, até que associações de portadores de nanismo e políticos passaram a protestar, conseguindo aprovar novas proibições. Em 1989, Robert e Angela Van Etten, membros de uma organização chamada Little People of America, convenceram os legisladores do estado da Flórida de que o arremesso de anões era ilegal. Um decreto proibindo a prática foi aprovado com ampla margem de votos, e o exemplo foi seguido posteriormente pelo estado de Nova York.
A proibição foi contestada em 2001 por Dave Flood, apresentador de um talk show de rádio e conhecido como "Dave the Dwarf" ("Dave o Anão"). Ele entrou com um processo contra Jeb Bush e o chefe da agência estadual que fiscaliza a lei de 1989, alegando que "não gosta que o governo lhe diga o que pode ou não fazer". Em 2011, Ritch Workman, deputado pela Flórida, entrou com um projeto de lei que pretendia legalizar o arremesso de anões, afirmando que a proibição era "um exemplo de governo Big Brother" que impedia a criação de empregos para os portadores de nanismo. Após ser pressionado por diversos cidadãos e associações, Workman retirou o projeto da pauta em abril de 2012.

### França
O arremesso de anões foi proibido na pequena cidade francesa de Morsang-sur-Orge em 1992, e o caso passou pelas cortes administrativas de apelação por iniciativa do dublê Manuel Wackenheim – que ganhava a vida como arremessado – até chegar ao Conselho de Estado, que em 1995 decidiu que uma autoridade municipal poderia proibir a prática sob a alegação de que ela não respeitava a dignidade humana, sendo portanto contrária à ordem pública; levando à sua proibição. A polêmica levantou debates legais a respeito do que seria admissível como motivo para uma autoridade administrativa banir atividades por questões de ordem pública, especialmente pelo conselho não pretender confundir "moralidade pública" com ordem pública. A decisão foi tomada pela assembléia completa, prova da dificuldade da questão. O conselho chegou a um parecer semelhante em outro caso do tipo envolvendo uma companhia de entretenimento e a cidade de Aix-en-Provence.
Manuel Wackenheim levou o caso então à Comissão das Nações Unidas para os Direitos Humanos, que em 27 de setembro de 2002 julgou que a decisão não era discriminatória aos anões, estabelecendo que o banimento do arremesso não era abusivo, e sim necessário para manter a ordem pública, fazendo ainda considerações a respeito da dignidade humana.

### Canadá
Em Ontário, Canadá, a lei "Dwarf Tossing Ban Act" foi proposta pela integrante do parlamento provincial Sandra Pupatello em 2003. Ela não foi além de sua segunda e terceira leituras e nem recebeu consentimento real, sendo desta forma rejeitada ao encerramento da legislatura daquele ano. A lei propunha uma multa de não mais do que 5.000 dólares, prisão de não mais que seis meses, ou ambos. O projeto havia sido reunido às pressas em resposta a um concurso de arremesso de anões realizado na casa noturna Leopard's Lounge em Windsor, Ontário, com um anão chamado "Tripod".